# Museu de Arte Sacra e Etnologia
O Museu de Arte Sacra e Etnologia é um museu situado na cidade de Fátima, no concelho de Ourém, distrito de Santarém, em Portugal.
Mantido pelo Instituto dos Missionários da Consolata, o museu foi aberto ao público em 1991, reunindo uma vasta coleção de arte sacra portuguesa e de etnografia de diversos países do mundo. Em seu percurso, relata a história de Jesus Cristo e das missões nos cinco continentes.
Os seus principais espaços são:
- Sala da Natividade
- Sala da Paixão
- Sala da Missão
- Sala de Etnologia
- Sala dos Pastorinhos

O museu conta ainda com capela, sala de exposições temporárias, centro de conferências e auditório para 210 pessoas, salas de reuniões, estacionamento e jardim.
Integra a Rede Portuguesa de Museus e encontra-se nas proximidades do Santuário de Fátima.